# Ivo Holanda
Ivo Holanda Barros (Herculândia, 22 de junho de 1935) é um ator e humorista brasileiro, conhecido como "rei das pegadinhas", com mais de 3 mil esquetes do gênero no currículo.

## Biografia
Filho de Amarílio Holanda de Barros e Fernandina da Silva, ambos alagoanos, Ivo nasceu no então distrito de Herculândia no município de Glicério. No interior de São Paulo plantava algodão com o pai.
Desde menino na pequena Pompeia, no oeste de São Paulo, Holanda cultivava fascínio pelo mundo do espetáculo, e se mudou para a capital em 1952, como imitador de Vicente Celestino, seu ídolo pessoal. Para complementar o orçamento, foi engraxate, tapeceiro, marceneiro, pesquisador do Ibope, e sua profissão mais duradoura, contínuo por mais de três décadas em variados bancos.
Ivo iniciou-se como ator no teatro amador em apresentações da Paixão de Cristo na periferia paulistana. Depois, desempenhou pequenos papéis em filmes de pornochanchada nos anos 1970 e atuou em circos.

### Na TV
Seu trabalho de meio horário como contínuo dava tempo livre para que Holanda participasse de inúmeros programas de televisão, geralmente na TVS de Silvio Santos. Ganhava trocados como manobrista, e em 1981 foi chamado por Gugu Liberato para ser animador de plateia no Viva a Noite fazendo o personagem Bugalu. Também apareceu no programa do Chacrinha, antes de entrar no mundo das pegadinhas que o consagrou no Alegria 81. Chamou a atenção de Silvio Santos, que o manteve nesses tipo de esquete humorístico no rebatizado SBT (a exemplo do Topa Tudo por Dinheiro, exibido entre 1991 e 2001) desde os anos 1980 – quadros nos quais Ivo às vezes apanha de suas vítimas, precisando ser ajudado pela produção – que Ivo tornou-se nacionalmente célebre. Silvio às vezes referia-se a Ivo como "homem que gosta de apanhar" ou como "saco de pancadas do SBT".
Se afastou da televisão em 2004 para tentar ser vereador em Pompeia, mas não foi eleito. Com o retorno do Programa Silvio Santos ao ar em 2008, Ivo retoma a sua carreira de ator de pegadinhas. Ivo possui um contrato vitalício com o SBT, assinado ainda em 2008 e renovado a cada 5 anos.
Algumas pegadinhas que o Programa Silvio Santos exibe são sugeridas à produção do programa pelo próprio Ivo, que atua tanto como ator das pegadinhas quanto como criador de algumas delas.

### Cultura pop
Ivo foi uma das atrações do primeiro dia de Comic Con 2015. Em 2019, Ivo foi uma das estrelas no estande do SBT na CCXP 2019, onde atraiu uma fila de fãs, que queriam uma foto e um autógrafo com ele.

### Vida pessoal
Ivo é o pai da também atriz e ex-assistente de palco Fernanda Spadotto Barros, hoje investigadora da Polícia Civil de São Paulo, e mais dois filhos, Maurício Spadotto Barros, engenheiro, e trabalha atualmente na empresa SAS de ciência e tecnologia, e o mais novo Sandro Spadotto Barros, tenente da reserva não remunerada da Polícia Militar de São Paulo e atualmente delegado de polícia no Paraná.